# Космос-1074
Космос-1074 је један од преко 2400 совјетских вјештачких сателита лансираних у оквиру програма Космос.
Лансиран је са космодрома Тјуратам, Бајконур, СССР, 31. јануара 1979. Ракета-носач Р-7 Семјорка (рус. Семёрка) (8К71, НАТО ознака SS-6 Sapwood) са додатим степеном је поставила сателит у орбиту око планете Земље. 